# Hero (album Van Canto)
Hero è il secondo album del gruppo musicale tedesco heavy metal a cappella Van Canto, edito nel 2008.
Ripubblicato l'11 dicembre 2009 dalla Napalm Records con la traccia bonus Carry On (cover degli Angra) e un video di Kings of Metal.
La traccia Quest for Roar è inclusa nel videogioco Dawn of Magic.

## Tracce

### CD
1. Speed of Light
2. Kings of Metal (Cover dei Manowar)
3. Pathfinder
4. Wishmaster (Cover dei Nightwish)
5. The Bard's Song (In the Forest) (Cover dei Blind Guardian)
6. Quest for Roar
7. Stormbringer (Cover dei Deep Purple)
8. Take to the Sky (Con Hansi Kürsch dei Blind Guardian)
9. Fear of the Dark (Cover degli Iron Maiden)
10. Hero
11. Carry On (Cover degli Angra) (Bonus track)

### DVD
1. The Mission
2. Battery
3. Battery (Making of)
4. Speed of Light
5. Speed of Light (Making of)
6. Rain
7. Brazil
8. Studio
9. Track by Track
10. Gallery

## Formazione
- Dennis Schunke - voce
- Inga Scharf - voce
- Stefan Schmidt - lower rakkatakka vocals, wahwah solo guitar vocals
- Ross Thompson - higher rakkatakka vocals
- Ingo Sterzinger - lowest dandan vocals
- Bastian Emig - percussioni